# كأس تونس 1976–77
كأس تونس لكرة القدم 1976-1977 هو الموسم رقم 22 منذ الاستقلال وال47 منذ إنشائه من كأس تونس لكرة القدم.

فاز بهذا الموسم المستقبل الرياضي بالمرسى، وجاء ثانيا النادي الرياضي الصفاقسي.

## روابط خارجية
- الموقع الرسمي للجامعة التونسية لكرة القدم.